# Sunamganj S.
Sunamganj S. är ett underdistrikt i Bangladesh. Det ligger i den nordöstra delen av landet, 170 km nordost om huvudstaden Dhaka.
Runt Sunamganj S. är det tätbefolkat, med 735 invånare per kvadratkilometer.